# Jagode u Grlu
Jagode u Grlu (Јагоде у грлу en serbi "Maduixes a la gola") és una pel·lícula iugoslava feta el 1985. any, dirigit per Srđan Karanović. La pel·lícula és una continuació de la sèrie "Grolom u jagode".

## Trama
La història de la pel·lícula reuneix vells amics de l'escola que ara, després de 15 anys, són gent madura però no necessàriament seriosa i conscienciada. Sembla que quinze anys després de sortir de l'escola, és temps suficient per fer algun tipus de recapitulacions vitals i veure fins on s'ha arribat. I així els companys d'escola Bane Bumbar, la seva dona Biljka, Goca, Uška i Boca decideixen celebrar l'arribada de l'estranger del seu amic Miki Rubiroza. Es planejava una nit boja, en una taverna llogada només per a ells, amb records de joventut dels anys seixanta. Una trobada sentimental de vells amics es converteix en una nit d'esdeveniments insòlits —divertits, tristos, absurds... Els amics beuen i mengen, i una trobada sentimental i records nostàlgics es converteixen en una nit convulsa de baralles, ruptures, reconciliació, ressentiment, jugant a amagar, tot acompanyat d'una banda que interpreta temes com O sole mio, El condor pasa, O mladosti (Arsen Dedić), Love Me Tender...

## Repartiment
- Branko Cvejić - Bane Bumbar
- Bogdan Diklić - Boca čombe
- Miki Manojlović - Miki Rubiroza
- Aleksandar Berček - Uške
- Mira Banjac - Svastika Ruža
- Dobrila Stojnić - Biljka
- Gordana Marić - Goca
- Žarko Laušević - Lale
- Josif Tatić - Tale
- Gala Videnović - Vesna
- Toni Laurenčić - Empleat al taulell de lloguer de cotxes
- Predrag Cune Gojković - Propietari de la taverna

## Propietat cultural
El 28 de desembre de 2016, la Cinemateca Iugoslava, d'acord amb les seves competències basades en la Llei de béns culturals, va declarar bé cultural de gran importància cent llargmetratges serbis (1911-1999). La pel·lícula "Jagode u Grlu" també està en aquesta llista.